# Бутринт Имери
Бутринт Имери (алб. Butrint Imeri; Лерах, 3. јул 1996) албански је певач, текстописац и плесач.

## Биографија
Рођен је 3. јула 1996. године у албанској породици у Лераху. Почео је да се бави плесом са 8 година убрзо након што је уписао часове плеса у свом родном граду. Постао је познат након што је објавио синглове „Ki me lyp”, „Merre zemrën tem” и „Eja Eja”, који су постали изузетно популарни на Балкану. Касније је објавио још четири сингла, укључујући „E jona” и „Delicious”, док је други сарадња са грчком певачицом албанског порекла Елени Фуреиром, а нашао се на петом месту топ-листе у Албанији. Године 2017. остварио је велики успех са синглом „Bella”, док је „Xhanem” био на првом месту топ-листе у Албанији.
Године 2019. Majk и Имери су објавили сингл „Sa gjynah”, који је био на првом месту у Албанији. Затим су уследили синглови „Hajt Hajt” и „M'ke rrejt”. Сингл „Dream Girl”, који је направио у сарадњи с репером „Nimo”, објављен је за 385idéal, а био је изузетно успешан у Албанији, Немачкој и Швајцарској. Године 2020. сарађивао је са албанским певачем Ермалом Фејзулахуом на синглу „Për një Dashuri”, који се нашао на другом месту. Након тога је објавио „Si përpara” и „Dy zemra”, док је други сарадња са Нором Истрефи. Наредни сингл „Phantom” нашао се на првом месту у Албанији.

## Дискографија

### Албуми
- (2020)